# 린웨이구

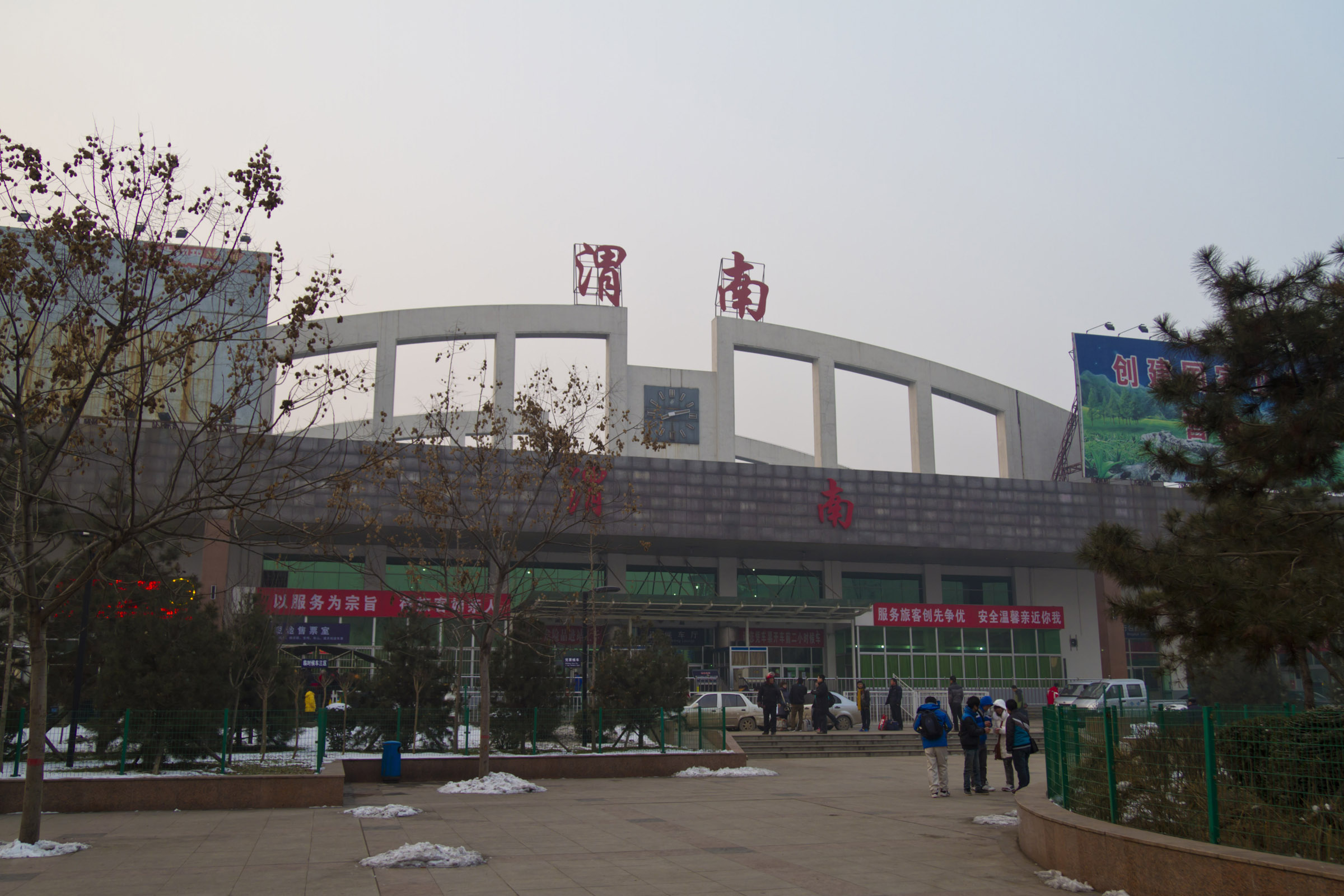

린웨이구(한국어: 임위구, 중국어: 临渭区, 병음: Línwèi Qū)는 중화인민공화국 산시성 웨이난시의 현급 행정구역이다. 넓이는 1,221km2이고, 인구는 2007년 기준으로 940,000명이다.

## 행정 구역
8개 가도, 15개 진, 7개 향을 관할한다.
- 가도: 杜桥街道, 人民街道, 解放街道, 向阳街道, 站南街道, 双王街道, 良田街道, 崇业路街道.
- 진: 桥南镇, 阳郭镇, 故市镇, 下吉镇, 三张镇, 交斜镇, 辛市镇, 崇宁镇, 孝义镇, 吝店镇, 田市镇, 官底镇, 官路镇, 丰原镇, 阎村镇.
- 향: 河西乡, 大王乡, 龙背乡, 信义乡, 南师乡, 凭信乡, 官道乡.